# Santo Tomás de las Ollas

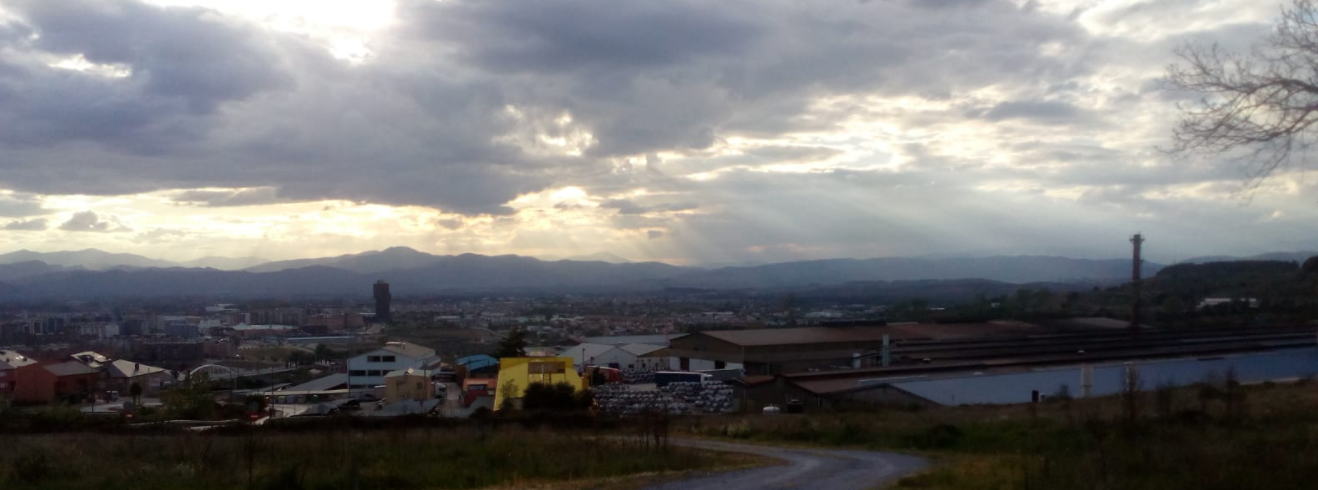
Imagen panorámica desde Santo Tomás de las Ollas, con la acería a la derecha de la fotografía

Santo Tomás de las Ollas es una localidad del municipio de Ponferrada, en la comarca de El Bierzo, en la provincia de León, comunidad autónoma de Castilla y León (España).
El nombre de esta población, además del hagiónimo Santo Tomás, refleja la actividad alfarera en épocas antiguas. Así, y de manera muy detallada, la respuesta a la pregunta 32 del Catastro de Ensenada relativa a esta  población dice así: ...sólo la fábrica de ollas, cántaros, cazuelas,  pucheros y otras menudencias de barro que practican algunas mujeres, cuya utilidad de cada una de las que lo ejecutan les parece será  en todo el año ciento  ochenta Rs. V. para lo que han tenido presente que en los meses de frío no pueden excavar ni tampoco en tiempo de aguas; que las que son, a saber: Águeda Rodríguez, viuda; María de Neyra, mujer de Joseph Martínez; Josepha Rodríguez, mujer de Antonio Martínez; María  Álvarez,  mujer de Franc° Gómez; Juana Álvarez, mujer de Antonio Rodera; Josepha Muñoz, viuda; Ysabel López, soltera y huérfana; y Balthasara de Oviedo, mujer de Nicolás Lopez

## Geografía
Se encuentra a apenas un kilómetro al este de Ponferrada, en la antigua carretera nacional N-VI.
Destaca la iglesia de Santo Tomás de las Ollas.
Así describe el Diccionario geográfico-estadístico-histórico de España y sus posesiones de Ultramar, obra impulsada por Pascual Madoz a mediados del siglo XIX: esta población:
OLLAS (STO. TOMÁS DE LAS):
aldea en la provincia de León (45 leg.), partido judicial y ayuntamiento de Ponferrada (1/2 cuarto), diócesis de Astorga (9 leg.), audiencia terr. y capitanía g. de Valladolid (33) SIT. en la falda de una colina; su CLIMA es bastante sano y templado.
Tiene 24 CASAS; iglesia parroquial (Sto. Tomás) servida por un cura de ingreso y libre provisión, y un pozo de buenas aguas potables. Confina N. Posada y Congosto; E. San Miguel do las Dueñas; S río Boeza, y O. río Sil y Ponferrada.
El TERRENO, aunque extenso, es de ínfima calidad en su mayor parte; por el corren las aguas de los mencionados ríos Boeza y Sil. Hay arbolado de arbustos, y un CAMINO que dirige á Asturias y Castilla en muy mal estado, PROD.  granos, legumbres, patatas, hortaliza, lino, vino, algunas frutas y pastos; cría ganados de toda clase, con especialidad cabrío y lanar; caza de perdices, corzos y liebres, y pesca de truchas y anguilas IND. un molino harinero, POBL. 45 vec, 74 almas CONTR. con el ayuntamiento

Santo Tomás de las Ollas es el lugar de nacimiento de Ángel Pestaña, destacado anarquista español de los convulsos años 30, autor de publicaciones como Setenta días en Rusia o Lo que aprendí de la vida
Actualmente cuenta con una acería que es una de las principales empresas de la comarca por el número de trabajadores que emplea, además de contar con servicios y establecimientos de restauración-hostelería favorecidos por su cercanía a Ponferrada. Su gestión política se lleva a cabo a través de la Junta Vecinal-alcaldía pedánea. 
Más alejado del núcleo de la población, en la ladera del alto de Montearenas se encuentra el "área industrial La Llanada"

## Evolución demográfica
| 2000 | 2001 | 2002 | 2003 | 2004 | 2005 | 2006 | 2007 | 2008 | 2009 | 2010 | 2011 |
| 253  | 256  | 257  | 253  | 248  | 250  | 264  | 320  | 320  | 320  | 317  | 334  |